# 歩兵第113連隊
歩兵第113連隊（ほへいだい113れんたい、歩兵第百十三聯隊）は、大日本帝国陸軍の連隊のひとつ。

## 沿革
- 1938年（昭和13年）

5月23日 - 軍旗拝受、編成完結後ただちに華中に派遣され武漢作戦に参加
- 1939年（昭和14年）

3月 - 南昌作戦に参加
12月 - 華南に転進
- 1940年（昭和15年）

3月 - 復員
9月27日 - 再編成され、再び軍旗拝受
- 1941年（昭和16年）11月 - 動員下令、マレー作戦の準備を開始
- 1942年（昭和17年）

2月17日 - 門司港を出港しビルマラングーンへ向かう
4月 - ビルマの戦いに参加、トングーへ向かう
4月28日 - シボウを占領する。その後ラシオ、バーモを経てカーサを占領し直ちに反転してバーモに戻る。ナンカン集結後雲南省へ向かい龍陵、拉孟の戦いに参加
6月20日 - 龍陵、拉孟の警備に就く。第3大隊は龍陵に、第1大隊は鎮安街に、連隊主力は拉孟を担当する
- 1943年（昭和18年） - 大塘子の戦いに参加
- 1944年（昭和19年）

3月 - ウィンゲート空挺旅団の進入に対処、1個大隊を捜索掃討戦に参加させる
5月11日 - 中国軍による怒江反撃戦が始まり、拉孟北方にて渡河した中国軍を撃退する
6月 - 拉孟・騰越の戦いや龍陵守備隊の救援、その後に後退して龍陵東北一帯にて防御に転じる
7月 - 作戦中止のためボウ市へ転進する
- 1944年（昭和19年）

7月29日 - 第一次断作戦、龍陵守備隊救出のためシン緬公路などへ前進を開始。雲龍寺から転進し歩兵第146連隊と共に前進するが軍命令によりボウ市へ撤退する
7月下旬 - 雲南遠征軍の総攻撃が開始され激戦の末にボウ市は放棄される
12月下旬 - ワン町に転進する
- 1945年（昭和20年）

1月 - ワン町東方高地一帯にて防戦するも同月中旬頃から撤退を始め、その後センウイ、ナムツ、シボウなどで後退しつつ連合国軍と交戦を続ける
8月 - 終戦

## 歴代連隊長
| 代 | 氏名     | 在任期間              | 備考 |
| -- | -------- | --------------------- | ---- |
| 1  | 田中聖道 | 1938.5.15 - 8.6       | 戦死 |
| 2  | 飯野賢十 | 1938.8.27 - 1939.3.21 | 戦死 |
| 3  | 長崎守一 | 1939.3.29 -           |      |
| 4  | 有富親義 | 1940.3.15 -           |      |
| 5  | 松井秀治 | 1940.8.1 -            |      |
| 末 | 大須賀実 | 1944.12.16 -          |      |